# Michael Apted
Michael Apted (Aylesbury, 10 febbraio 1941 – Los Angeles, 7 gennaio 2021) è stato un regista e produttore televisivo britannico.

## Biografia
Nato nel Buckinghamshire, studia diritto e storia all'Università di Cambridge. Inizia la sua carriera lavorando per la televisione, collaborando con la Granada Television, provinando bambini per la realizzazione di un cortometraggio da lui diretto.

### Film
Debutta sul grande schermo nel 1972 dirigendo Triplo eco con Glenda Jackson e Oliver Reed, ma conosce la popolarità grazie al film La ragazza di Nashville (1980), che ottiene ben sette nomination agli Oscar. Negli anni successivi dirige film come Gorilla nella nebbia (1988), Occhi nelle tenebre (1993), Nell (1994) e Il mondo non basta (1999). Nel 2001 dirige Enigma, mentre nel 2006 realizza Amazing Grace. Per la televisione ha diretto e prodotto alcuni episodi della serie televisiva Roma. Nel 2010 ha diretto Le cronache di Narnia - Il viaggio del veliero. Dal 2003 al 2009 è stato presidente della Screen Directors Guild.

### Documentari
Nel 1985 dirige il documentario Bring on the Night - Vivi la notte, in cui segue il concerto e la lavorazione del primo album solista di Sting, mentre nel 1992 realizza il documentario Incidente a Oglala. Nel 2006 ha co-diretto assieme a Pat O'Connor La grande finale, documentario ufficiale della XVIII Coppa del Mondo FIFA, giocata in Germania.

### Vita privata
Nel 1966 si sposa con l'attrice Jo Proctor da cui ha avuto due figli: Paul e Jim. Dopo il divorzio dalla Proctor, si sposa con la sceneggiatrice Dana Stevens dalla quale ha avuto un altro figlio, John, e dalla quale ha poi divorziato. Nel 2007 nasce la sua quarta figlia, Lily, dalla relazione con Tania Mellis. Nel 2014 si è sposato con la produttrice Paige Simpson.

## Filmografia

### Cinema
- Triplo eco (The Triple Echo) (1972)
- Stardust: Una stella nella polvere (Stardust) (1974)
- Il racket dei sequestri (The Squeeze) (1977)
- Il segreto di Agatha Christie (Agatha) (1979)
- La ragazza di Nashville (Coal Miner's Daughter) (1980)
- Chiamami aquila (Continental Divide) (1981)
- Gorky Park (1983)
- Firstborn (1984)
- Prognosi riservata (Critical Condition) (1987)
- Gorilla nella nebbia (Gorillas in the Mist) (1988)
- Conflitto di classe (Class Action) (1991)
- Cuore di tuono (Thunderheart) (1992)
- Occhi nelle tenebre (Blink) (1993)
- Nell (1994)
- Extreme Measures - Soluzioni estreme (Extreme Measures) (1996)
- Il mondo non basta (The World Is Not Enough) (1999)
- Enigma (2001)
- Via dall'incubo (Enough) (2002)
- Amazing Grace (2006)
- Le cronache di Narnia - Il viaggio del veliero (The Chronicles of Narnia: The Voyage of the Dawn Treader) (2010)
- Chasing Mavericks - Sulla cresta dell'onda (2012)
- Codice Unlocked (Unlocked) (2017)

### Televisione
- Always Outnumbered - Giustizia senza legge (Always Outnumbered) (1998) - film TV